# Planiglob

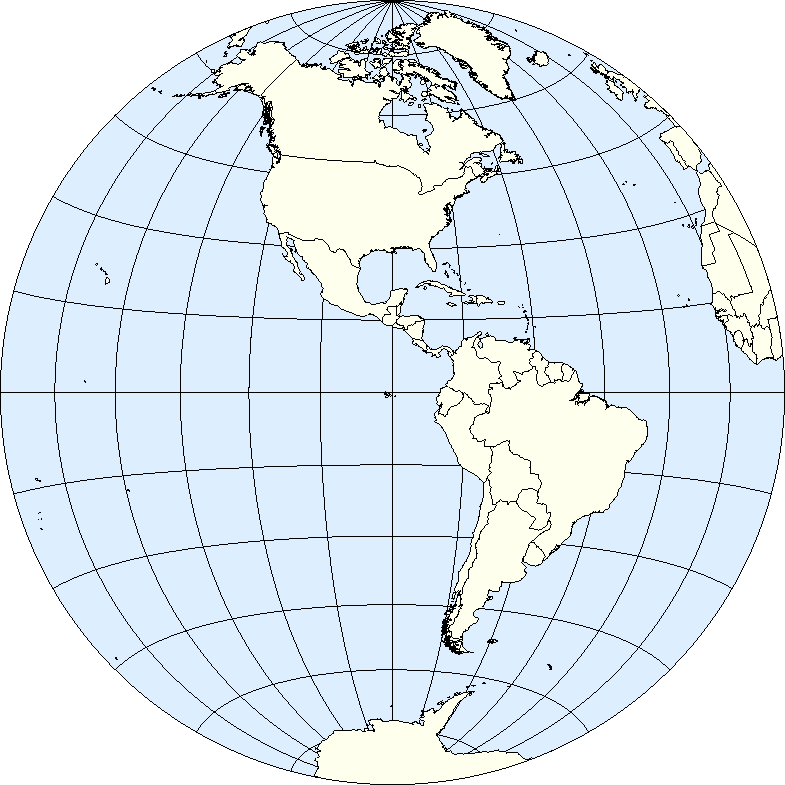
Planiglob półkuli zachodniej

Planiglob – mapa przedstawiająca półkulę ziemską w postaci koła, wykonana postaci odwzorowania azymutalnego równopowierzchniowego Lamberta.